# Quiron
Quíron Indústria e Comércio de Artefatos de Fibra de Vidro Ltda. war ein brasilianischer Hersteller von Automobilen mit Sitz in Curitiba.

## Unternehmensgeschichte
Das Unternehmen stellte in den 1990er Jahren Automobile her. Der Markenname lautete Quiron.

## Fahrzeuge
Das einzige Modell war eine Mischung aus VW-Buggy und Sportwagen mit einer Ähnlichkeit zum Chevrolet Corvette. Die offene Karosserie bestand aus Fiberglas. Hinter den vorderen Sitzen war ein Überrollbügel, der bei manchen Ausführungen mit einer Strebe mit dem Rahmen der Windschutzscheibe verbunden war. Ein luftgekühlter Vierzylinder-Boxermotor von Volkswagen do Brasil mit 1600 cm³ Hubraum war im Heck montiert und trieb die Hinterräder an.